# Aguadilla
Aguadilla, fundada em 1775 por Luis de Córdova, é uma cidade localizada no noroeste de Porto Rico bordejada pelo Oceano Atlântico ao norte e oeste, está ao norte de Aguada, e Moca e oeste de Isabela. Aguadilla está espalhada por 15 alas e o Pueblo Aguadilla (O centro da cidade e do centro administrativo da cidade). E é a principal cidade da Área Metropolitana Aguadilla - Isabela - San Sebastián.
Aguadilla tem sido o classificada como a "Melhor Qualidade de Vida", concedido pela Associação Nacional Maior, em 2002 e 2004.